# Bråtasjön (Asa socken, Småland)
Bråtasjön är en sjö i Växjö kommun i Småland och ingår i Mörrumsåns huvudavrinningsområde. Sjön har en area på 0,387 kvadratkilometer och ligger 174,1 meter över havet. Sjön avvattnas av vattendraget Lugnån. Vid provfiske har bland annat abborre, braxen, gers och gädda fångats i sjön.

## Delavrinningsområde
Bråtasjön ingår i det delavrinningsområde (633969-143755) som SMHI kallar för Inloppet i Asasjön. Medelhöjden är 224 meter över havet och ytan är 74,23 kvadratkilometer. Det finns ett avrinningsområde uppströms, och räknas det in blir den ackumulerade arean 79,98 kvadratkilometer. Lugnån som avvattnar avrinningsområdet har biflödesordning 2, vilket innebär att vattnet flödar genom totalt 2 vattendrag innan det når havet efter 144 kilometer. Avrinningsområdet består mestadels av skog (79 procent). Avrinningsområdet har 2,65 kvadratkilometer vattenytor vilket ger det en sjöprocent på 3,6 procent.

## Fisk
Vid provfiske har följande fisk fångats i sjön:
- Abborre
- Braxen
- Gärs
- Gädda
- Karpfisk obestämd
- Mört